# Йоан Дука (брат на Константин X Дука)
Йоан Дука (на средногръцки: Ιωάννης Δούκας; Iōannēs Doukas; Johannes Dukas; † 12 май 1088) е византийски държавник и пълководец, по-малък брат на император Константин X Дука. Малко след възцаряването на брат му през 1059 г. Йоан получава кесарска титла. Той играе важна роля в дворцовата политика до възцаряването на император Алексий през 1081 г.
Йоан Дука е син на Андроник Дука, благородник от Пафлагония, който заема длъжността стратег на тема Паристрион. Йоан Дука е по-малък брат на император Константин X Дука (упр. 1059 – 1067).
Ролята на Йоан в дворцовия живот на империята изпъква след смъртта на император Константин X през 1067 г. Дотогава изпълнявал роля на близък съветник на брат си, след неговата смърт Йоан Дука става естествен закрилник на правата на младия си племенник Михаил VII Дука срещу майка му Евдокия и нейния фаворит Роман Диоген. Кесарското достойнство и влиянието, което семейството му упражнява над сената, превръщат Йоан във водач на опозицията срещу планирания брак между императрицата майка и Роман Диоген, който в крайна сметка води до възцаряването на Роман Диоген на престола през 1068 г. През следващите три години Йоан Дука е най-големият противник на новия император Роман IV Диоген, по-голямата част от чието управление Йоан прекарва в семейните си владения във Витиня, където вероятно е бил заточен по нареждане на Роман IV Диоген. Там кесарят научава за катастрофалното поражение, което ромеите претърпяват от селджуксите турци в битката при Манцикерт на 24 август 1071 г., за което набеждават сина му, генерал Андроник Дука. Пленничеството на Роман IV Диоген при селджуките принуждава императрица Евдокия да отзове Йоан Дука обратно в Константинопол. След разпространяването на слуха за освобождаването на Роман IV, през октомври 1071 г. Йоан Дука и Михаил Псел принуждават Евдокия да се оттегли от управлението и да се оттегли в манастир.
По този начин Йоан застава начело на управлението от името на своя 12-годишен племенник Михаил VII Дука. Първата задача на Йоан Дука е да попречи на повторното признаване на Роман IV за император. За целта е обявено, че някога Роман IV бил издигнат на престола, за да упражнява властта от името на малолетния Михаил VII Дука, който вече бил способен да управлява самостоятелно. Срещу Диоген кесарят изпраща войска начело със синовете си – Андроник и Константин Дука, – която да залови Диоген и да осигури едноличното управление на Михаил VII. Войските на Дука успяват да обсадят Диоген в Адана, Киликия. Започват преговори и се стига до споразумение Роман IV да се предаде, срещу което да му бъде позволено да се оттегли в манастир, и то напълно невредим. Йоан Дука първоначално се съгласява с оттеглянето на Роман в манастир, но омразата му към Диоген надделява и той заповядва бившият император да бъде ослепен. Кесарят дори изпратил подигравателно писмо на умиращия от инфектираните рани Роман, в което го поздравявал със загубата на очите му.
С отстраняването на Роман Диоген кесарят Йоан и Михаил Псел придобиват пълно надмощие в императорския двор.
През 1073 г. Йоан Дука е изместен от водещата си позиция в двора от една от своите креатури – евнуха Никифорица, който успява да спечели благоразположението на Михаил VII и го настройва срещу чичо му. Императорът принуждава кесаря да се оттегли в имението, където Йоан прекарва повечето си време в лов из горите край Босфора.
Междувременно положението в малоазийските провинции на империята се влошава още повече – срещу селджуките империята е принудена да събере армия, съставена от нормански наемници, командването над която е поверено на Исак Комнин. През 1073 г. обаче норманите, предвождани от Русел дьо Байол, въстават срещу ромеите, разбиват византийските войски, овладяват обширни територии в Мала Азия, където и се опитват да създадат собствено кралство с център град Анкира. Положението на централната власт в Константинопол става толкова безнадеждно, че през 1074 г. император Михаил VII е принуден да отзове обратно чичо си и да го постави начело на една войска, на която се възлагат надежди, че ще разгроми норманите.
След като Дука установяват лагера си край Дорилеум, двете войски се срещат близо до моста на река Компи – една от главните комуникационни линии между столицата и централните провинции в Мала Азия. Предаден от франкските наемници и след срамното отстъпление на малоазийските резерви, командвани от бъдещия император Никифор Вотаниат, Йоан Дука претърпява съкрушително поражение от норманите и попада в техен плен заедно със сина си Андроник, който е ранен тежко в битката. След победата норманите успяват да се предвижат към бреговете на Мраморно море, докато помощните ромейски войски начело с Константин Дука се разпадат след смъртта на командира им.
Несигурен, че войските му ще успеят да свалят императора в Константинопол, Русел дьо Байол решава да си издигне свой собствен император. За целта Дьо Байол провъзгласява Йоан Дука за император, лесно принуждавайки го да се съгласи да приеме скиптъра и трона на своя неблагодарен племенник. Норманите освобождават тежкоранения Андроник и продължават похода си към Константинопол, събрани под знамената на новия василевс.
Император Михаил VII и евнухът Никифорица са силно разтревожени за собствената си безопасност, след като в столицата пристигат първите новини за измяната на кесаря и напредването на норманите към Босфора. Правителството в Константинопол се обръща за помощ към довчерашните си врагове в лицето на селджуките, с чийто султан Сюлейман Михаил VII сключва договор, признаващ властта на турците над всички византийски провинции, върху които дотогава те са успели да сложат ръка. В замяна султанът изпраща в подкрепа на Михаил VII селджукска войска, която бързо се отправя към планината Софон, където е разположен лагерът на норманите и Йоан Дука. Турците разбиват норманските наемници и въпреки че Дьо Байол успява да избяга, Йоан Дука попада в пленен, което слага край на въстанието му.
След известно време, прекарано в плен на селджуките, Йоан Дука е освободен и предаден на Михаил VII Дука. Императорът пощадил живота и зрението на своя чичо, който, след като в замяна на това се съгласил да се отрече от властовите си амбиции, е лишен от титлата кесар и като предпазна мярка е подстриган за монах и отпратен в манастир.
Въпреки отстраняването му от властта, Йоан Дука продължава да оказва влияние в политиката. През 1078 г. Йоан Дука посъветвал племенника си Михаил VII Дука да се откаже от престола заради заплахата от Никифор III Вотаниат. През 1081 г. Йоан Дука бяга от Константинопол и се присъединява към Алексий Комнин, убеждавайки го да вдигне бунт срещу Никифор III и да се обяви за император. По инициатива на Йоан Дука е сключен брак между внучка му Ирина Дукина и Алексий Комнин, което става въпреки несъгласието на майката на Алексий – Анна Даласина. След възцаряването си Алексий I Комнин разрешава на Йоан Дука да изостави монашеското расо и след като му върнал кесарската титла, му осигурил достойно място на императорски съветник в двора. Йоан остава съветник на императора до смъртта си през 1088 г.

## Семейство
Йоан Дука се жени за Ирина Пигонитиса († 1060/1065), дъщеря на генерал Никита Пигонит. Те имат двама сина:
- Андроник Дука (* сл. 1045/ ок. 1050; † 14 октомври 1077), генерал, протовестиарий, женен за Мария Българска († сл. 1095), баща на императрица Ирина Дукина[18]
- Константин Дука (* ок.1050; † 1074), протопроедър и протостратор